# Thamnochortus lucens
Thamnochortus lucens forma part de la família de les Restionaceae, dins el grup de les monocotiledònies les quals estan distribuïdes per l'Hemisferi Sud i diversificades a Austràlia i Sud-àfrica. Són perennes, grans, la pol·linització és pel vent. Aquest Restio nan perenne és una planta que afegirà una mica d'enlluernament al seu jardí. Les inflorescències són d'un color bronze brillant, garantit per captar la seva atenció en caminar. Té un hàbit de creixement arquejat i emplomallat, compacte i ordenat de 0,3 a 0,6 m d'altura i té un diàmetre de base de 5-200 mm i un diàmetre de copa de 200 a 300 mm. Té tiges ramificades, llises (tiges) i brots secundaris sovint emergeixen dels nodes al llarg de les tiges fèrtils, així com a la base de la planta. Aquests petits brots es tornen arrissats i s'enreden entre si, però són estèrils, ja que no produeixen flors o llavors.

## Distribució i hàbitat
Thamnochortus lucens creix en rodals densos al cap sud voltant Albertinia. Ara es pot trobar al llarg de les vores de la carretera de Port Elizabeth a la Cedarberg, on la llavor s'ha distribuït pels camions que transporten el material de teulada.

## Taxonomia
El nom de la família de Restionaceae es deriva de la Restis llatí, que significa corda o soga i al·ludeix a la utilització de les plantes al sud d'Àfrica.

### Reproducció i Cultiu
Com tots els restio, les flors femenines i masculines es troben en plantes separades, és a dir, són plantes dioiques. Això pot fer que coincidir els diferents sexes de la mateixa espècie sigui bastant difícil. Fa beines persistents que són molt llargues i ben embolicades al voltant de la canya. A la base que són bronze o marró, aclarint cap als marges. La part superior de la beina es converteix en membranosa i s'esfilagarsa amb l'edat. La inflorescència masculina és pendular i té moltes espiguetes (caps de flors) per canya. Les espiguetes són 40-130 x 20-55 mm. Les flors masculines estan dins de l'espigueta. Inflorescències femenines són 20-130 x 10-30 mm, en posició vertical i un marró més fosc que les espiguetes masculines de color bronze. Petites flors marrons apareixen dins de la inflorescència de març a maig (tardor). Les llavors de color marró amb ales, 1,4-2,0 mm de diàmetre, són alliberats al juny.